# Paul Gustav Kretschmar
Paul Gustav Kretschmar (* 11. Juli 1865 in Leipzig; † 29. Oktober 1942 in Innsbruck) war ein deutscher Rechtswissenschaftler.
Kretschmar studierte Jura an den Universitäten  Gießen und  Leipzig. Während seines Studiums wurde er in Gießen 1885 Mitglied der Studentenverbindung Akademische Gesellschaft Das Kloster. 1896  promovierte er in Leipzig zum Dr. iur. 1899 folgte die Habilitation für Bürgerliches Recht. Nach drei Jahren als Privatdozent wurde er 1902  a. o. Professor und 1903 in Gießen. 1909 folgte er dem  Ruf der Universität Innsbruck auf ihren Lehrstuhl für Römisches Recht. 1912/13 war er Rektor der Universität Innsbruck. 1933 wurde er  emeritiert.
Seit 1901 war er mit Charlotte geb. Luedicke verheiratet.

## Publikationen (Auswahl)
- Die Erfüllung. Band 1: Historische und dogmatische Grundlagen.[5] Veit, Leipzig 1906.
- Über die Entwicklung der Kompensation im römischen Rechte. Veit, Leipzig 1907, (Digitalisat).
- Über die Methode der Privatrechtswissenschaft. Veit, Leipzig 1914.
- England als Feind des Kontinents. Die amerikanische Frage. Wagner, Innsbruck 1917, (Digitalisat).
- Mittelalterliche Zahlensymbolik und die Einteilung der Digesten-Vulgata. de Gruyter, Berlin u. a. 1930.